# Pablo de Mendoza y Merino
Pablo de Mendoza y Merino, octavo alcalde del municipio de Rancagua (Santiago 1780-1851). Hijo de Aurelio de Mendoza y Melo y Merdeces Merino Acuña. Casado con doña María Fernández Garzón y Díaz, con quien tuvo solo una hija, Dolores.
Radicado en Rancagua desde 1799, se desempeñó primero como miembro del Cabildo como vocal, para ocupar la Alcaldía de Rancagua en 1805, hasta 1807.
| Predecesor: José Matías Grez y Ubeda | 8º Alcalde de Rancagua 1805-1807 | Sucesor: Eugenio de las Cuevas Ramírez |